# Begonia ruschii
Begonia ruschii là một loài thực vật có hoa trong họ Thu hải đường. Loài này được L.Kollmann mô tả khoa học đầu tiên năm 2003.